# Ficus cyathistipuloides
Ficus cyathistipuloides är en mullbärsväxtart som beskrevs av De Wild.. Ficus cyathistipuloides ingår i släktet fikonsläktet, och familjen mullbärsväxter. Inga underarter finns listade i Catalogue of Life.